# 大刀洗陸軍飛行場
座標: 北緯33度24分33.71秒 東経130度37分11.83秒 / 北緯33.4093639度 東経130.6199528度

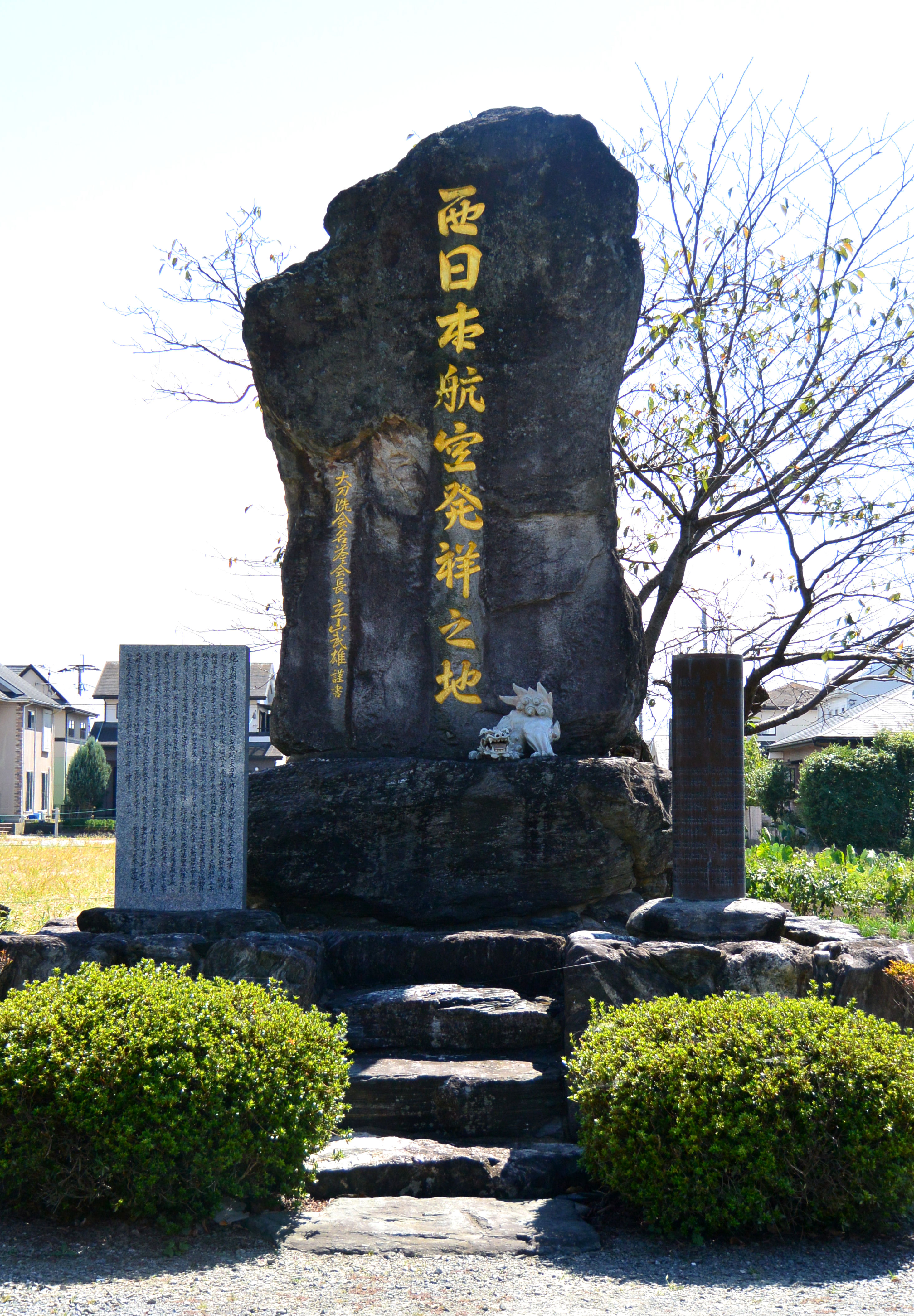
飛行場の跡地にある西日本航空発祥の地の石碑

大刀洗陸軍飛行場（たちあらいりくぐんひこうじょう）は現在の福岡県三井郡大刀洗町、朝倉郡筑前町と朝倉市にまたがる地域にあった日本陸軍の飛行場。

## 概要
1916年に陸軍が計画し、1919年10月に完成した飛行場。土地の選定理由として、中国大陸に向かう航空隊の中継地点の役割、海岸から距離があり敵艦隊の艦砲射撃の影響を受けないこと、飛行場に適した広大で障害物のない場所であることなどが考慮された。1929年から1936年まで民間機の発着も行われていた。
1937年（昭和12年）頃より飛行場に付随する軍の施設が増え、陸軍航空兵の飛行機操縦教育における拠点のひとつとなった。太平洋戦争終盤には本土防衛の一翼を担うが、アメリカ軍の空襲を受けて壊滅的な被害を受けた。終戦後、廃港となり、跡地は農地やキリンビール福岡工場用地に転用された。当時の門柱や時計台（慰霊碑として改修）、監的壕、井戸が原地蔵公民館付近に保存されている。

## 沿革
- 1919年（大正8年）
  - 10月 - 大刀洗陸軍飛行場完成。

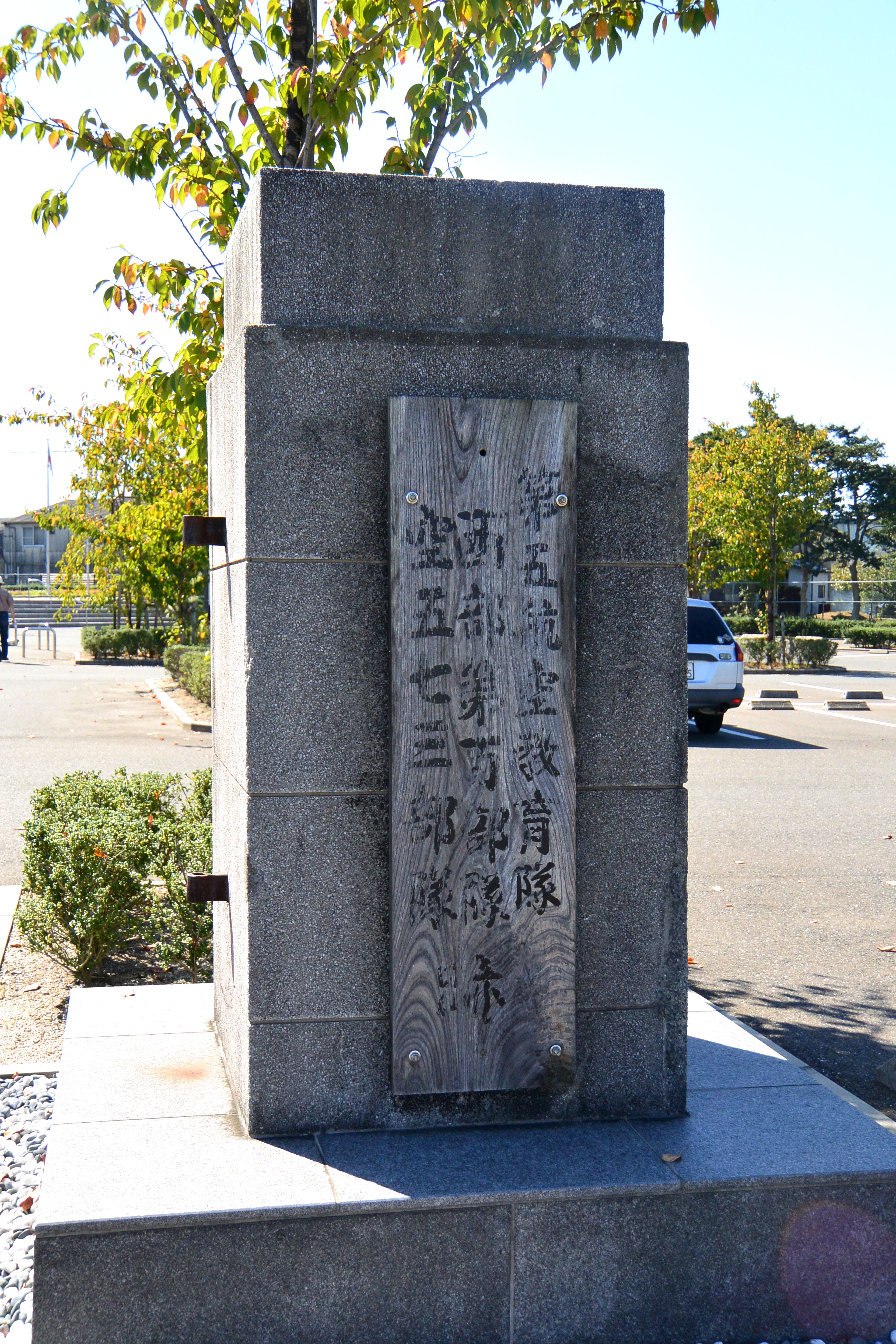
第5航空教育隊正門の門柱、元あった場所から少し東の大刀洗平和記念館の正面に移設されている。

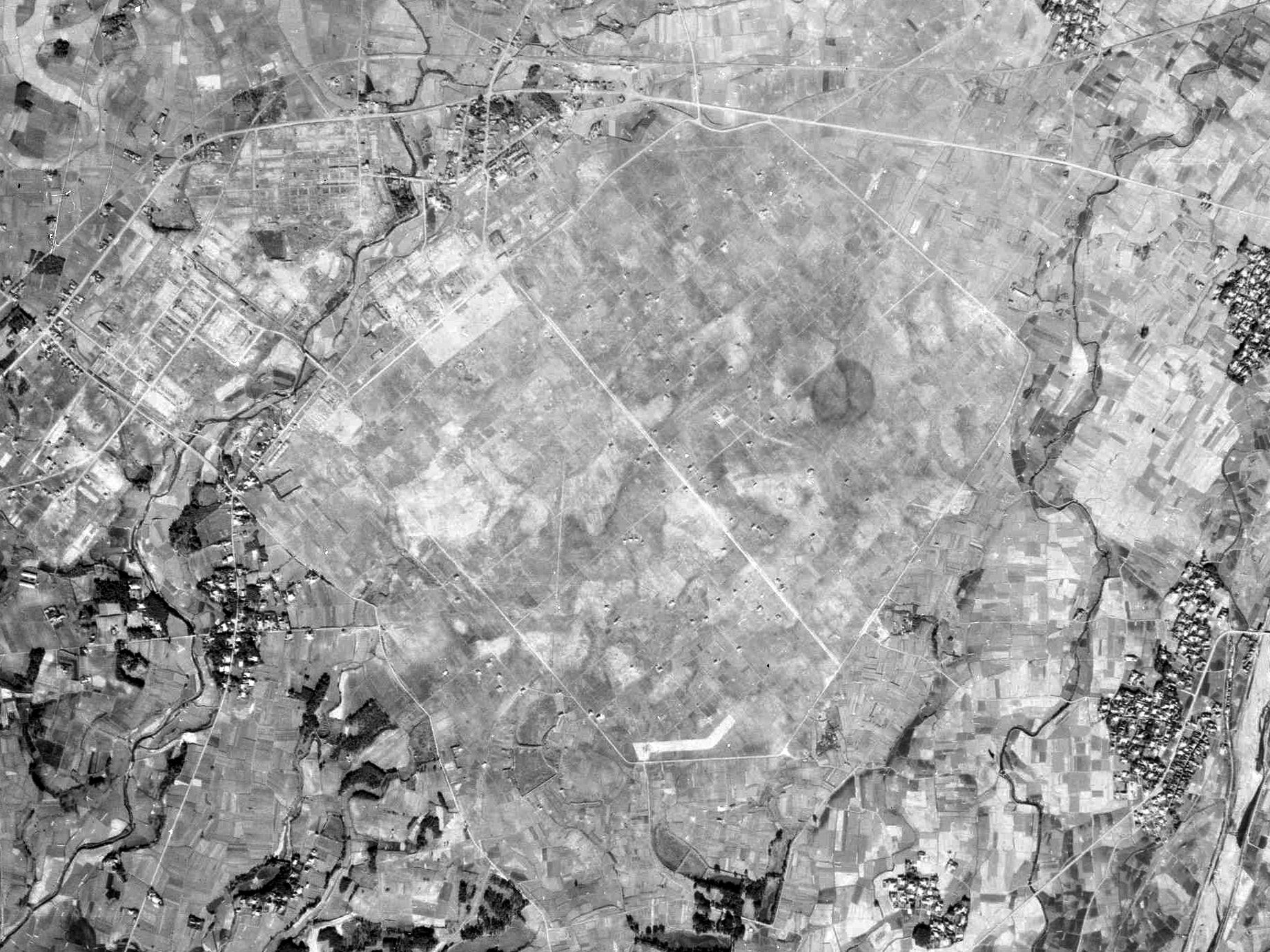
大刀洗陸軍飛行場および陸軍飛行学校跡の空中写真（1947年）

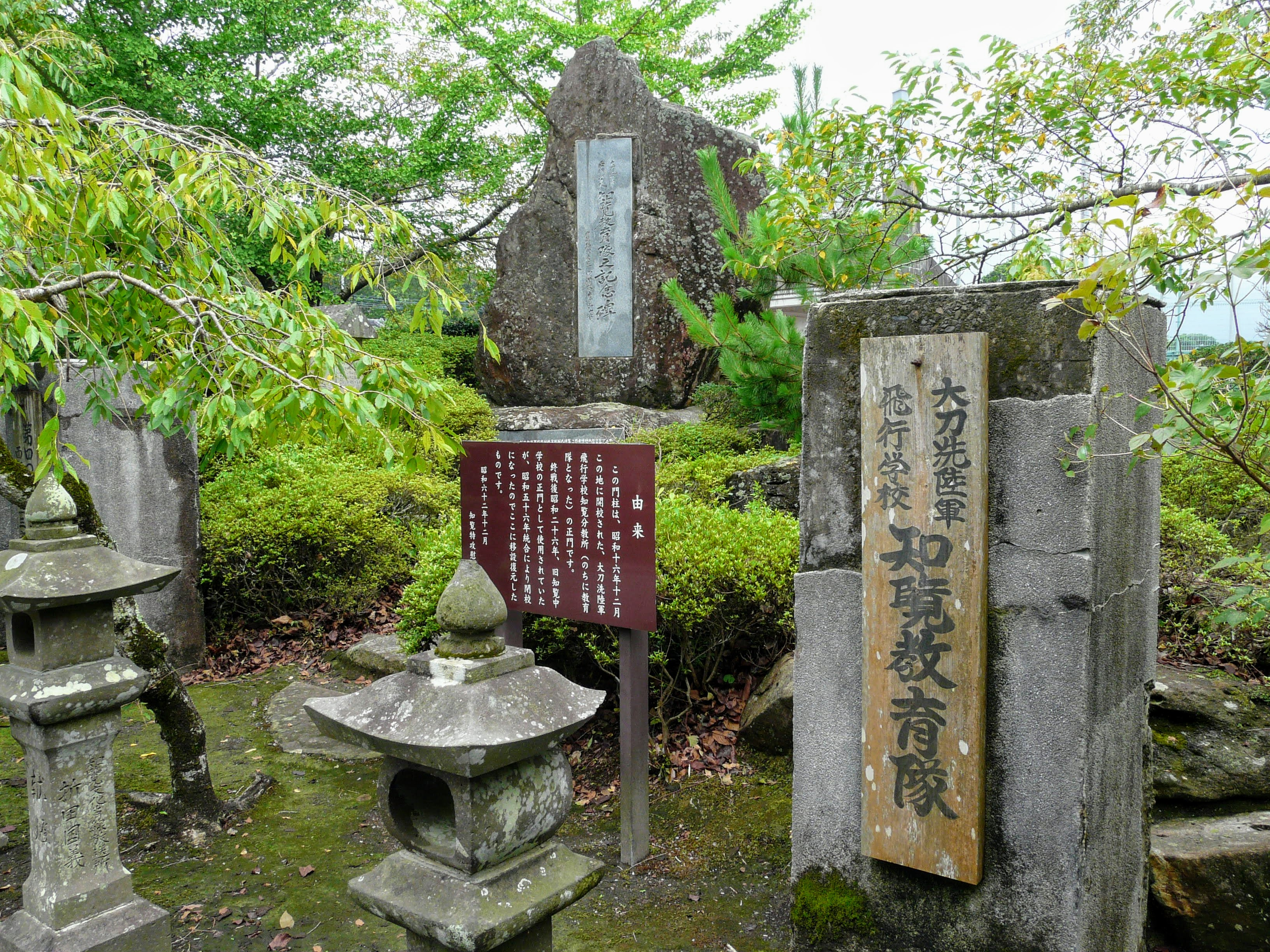
知覧特攻平和会館に移設復原された大刀洗陸軍飛行学校知覧分教所の正門。

  - 10月 - 航空第4中隊が所沢より移駐、11月には航空第4大隊に昇格。
- 1922年（大正11年）11月 - 航空第4大隊は飛行第4大隊に改称。
- 1925年（大正14年）4月 - 飛行第4大隊は飛行第4連隊に昇格。この時期台湾飛行第8連隊も同居していたため、当時日本最大の航空部隊の駐屯地であった。
- 1929年（昭和4年）
  - 4月 - 民間の日本航空輸送が大刀洗支所を設置、大阪（木津川飛行場）-福岡間を毎日一往復 (日曜を除く)で郵便など貨物の運航開始。機材は陸軍払い下げのサルムソン2A2型[2]。
  - 6月 - 日本航空輸送が福岡-蔚山間に就航。郵便など貨物の運航開始[2]。
  - 7月 - 日本航空輸送が旅客運航開始。東京(立川陸軍飛行場)-大阪(1日1往復、日曜運休)、大阪-福岡(下りは月・水・金、上りが火・木・土、日曜運休)。機材は乗客定員６人のフォッカー スーパーユニバーサル旅客機[2]。
  - 9月 - 日本航空輸送が福岡-蔚山-京城-平壌-大連間の運航開始。週3往復。東京-大阪間は運賃が30円、大阪-福岡間は35円、東京-大連間は145円。大卒初任給は50円台。東京を午前7時半に出発すると京城には17時半に到着した[2]。
- 1931年（昭和6年）4月5日 - 竜巻が発生。陸軍機19機が大破、4人死亡[3]。
- 1932年（昭和7年）11月 -  満州航空が営業開始。新義州-チチハル路線を開設。日本航空輸送と新義州で連絡し、総延長2880kmの路線となる(東京-大阪-福岡-京城-新義州-奉天-新京-ハルビン-チチハル)[2]。
- 1936年（昭和11年）6月 - 福岡第一飛行場の開港に伴い、日本航空輸送の定期便は雁ノ巣に移転した。
- 1939年（昭和14年）12月 - 第5航空教育隊開隊設置。国鉄甘木線（現在の甘木鉄道甘木線）が開通したが、その目的は飛行場への物資輸送のためであった[4]。
- 1940年（昭和15年）2月 - 大刀洗航空支廠を設置、7月に大刀洗航空廠に昇格。
  - 9月 - 飛行第4戦隊（1938年飛行第4連隊から改称）熊本菊池飛行場に移駐、第4連隊は1941年に小月に移駐。
  - 10月 - 大刀洗陸軍飛行学校を設置。
- 1945年（昭和20年）2月 - 大刀洗陸軍飛行学校は第51航空師団に吸収。 
  - 3月 - アメリカ軍の空襲により被害甚大。
  - 7月 - 鹿児島の万世より飛行第66戦隊が移駐、北部九州の防衛に当たる。
- 1947年（昭和22年）12月5日 - 昭和天皇の戦後巡幸。引揚者のための住宅地となっていた太刀洗航空廠跡地が訪問先の一つとなった[5]。

沿革の一部の内容は参考文献「証言大刀洗飛行場」P2-P3より抜粋